# Scambus productus
Scambus productus là một loài tò vò trong họ Ichneumonidae.